# Зетска равница
Зетска равница (Зета) је плодна низија у Црној Гори. Простире се од Подгорице на сјеверу до Скадарског језера на југу. Иако име то наговештава, ријека Зета не протиче кроз Зетску равницу, већ кроз сусједну Бјелопавлићку равницу.
Зетска равница је један од најгушће насељених дијелова Црне Горе. Највеће насеље су Голубовци, сједиште градске општине Голубовци. Овдје је такође смјештен аеродром Подгорица.
Равница је прекривена црвеницом, па је идеална за гајење воћа и поврћа. У Зетској равници се налазе виногради „Плантаже”, највећег црногорског произвођача вина.
За надбискупа барског и примаса Србије из 18. вијека, Вицка Змајевића, Доклеа је у српској низији (Зетска равница).
У Зети је некада владао здравствени проблем маларије.